# وارلينكورت ليه باس
وارلينكورت ليه باس (بالفرنسية: Warlincourt-lès-Pas)‏ هي بلدية تقع في إقليم باد كاليه من منطقة نور با دو كاليه في شمال فرنسا. تبلغ مساحة هذه المدينة 5.19 (كم²)، وترتفع عن سطح البحر 161 م، يبلغ عدد سكانها 151 نسمة حسب إحصاء المعهد الوطني للإحصاء والدراسات الاقتصادية سنة 2009 م. وترأس Philippe Vanderbeken البلدية خلال فترة (2008-2014).